# Ain't She Sweet (álbum)
Ain't She Sweet fue un álbum recopilatorio de The Beatles, editado en Estados Unidos y que incluye cuatro temas grabados en Hamburgo en 1961 junto con Tony Sheridan (excepto la canción del título con la voz de John Lennon). Cubre versiones de The Beatles y otras canciones del movimiento musical conocido como invasión británica, grabadas por The Swallows.
Como Atlantic Records sólo tenía los derechos de cuatro de las grabaciones de Sheridan/Beatles registradas por Polydor Records, completaron el álbum con versiones de canciones de The Beatles y de otros grupos de la invasión británica. Cuando este material fue lanzado por Atco Records, se presentaron versiones mono (número de catálogo 33-169) y estéreo (SD 33-169). Para esta versión, una segunda pista de batería (al parecer por Bernard Purdie) fue sobregrabada en Ain't She Sweet, pues aparentemente los funcionarios de Atlantic no estaban conformes con la percusión de Pete Best. También editaron algunas obscenidades de Sheridan en Take Out Some Insurance on Me, Baby.

## Lista de canciones

### Lado uno
Todas las actuaciones son de The Beatles con Tony Sheridan, excepto donde se indique lo contrario:
1. Ain't She Sweet (interpretada por The Beatles), con música de Milton Ager y letra de Jack Yellen)
2. Sweet Georgia Brown
3. Take Out Some Insurance On Me, Baby (C. Singleton Waldenese Hall)
4. Nobody's Child
5. I Wanna Be Your Man (interpretada por The Swallows)
6. She Loves You (interpretada por The Swallows)

### Lado dos
Todas las actuaciones de The Swallows:
1. How Do You Do It?
2. Please Please Me
3. I'll Keep You Satisfied
4. I'm Telling You Now
5. I Want to Hold Your Hand
6. From Me to You